# Vince Taylor
Vince Taylor född Brian Maurice Holden 14 juli 1939 i London, död 28 augusti 1991, var en engelsk-amerikansk sångare och sångtextförfattare.
Brian Holden tillbringade sitt tidiga liv i Isleworth, Middlesex i England. När han var sju år, emigrerade familjen Holden till Amerika och bosatte sig i New Jersey där hans far hittade anställning i en kolgruva. Omkring 1955 gifte Brians syster Sheila sig med Joe Barbera, som grundade produktionsbolaget Hanna-Barbera tillsammans med Bill Hanna. Som ett resultat av äktenskapet flyttade familjen till Kalifornien, där Taylor började i Hollywood High School. Som tonåring tog Brian flyglektioner och fick ett pilotcertifikat.

## Karriär
Brian inspirerades av Bill Haleys, Gene Vincents och Elvis Presleys musik, och vid 18 års ålder började han sjunga där han kunde, på fester, studentbal och vid amatörspelningar.
Joe Barbera, Brians svåger, reste till London av affärsskäl och bad Taylor att åka med honom och kolla in Londons musikliv. Brian Holden träffade där en kille som het Paul Taylor, som gav honom en adress till en kaffebar i Old Campton Street där Tommy Steele spelade. Brian började träffas med flera rockamatörer som alltid var i denna bar som het "The Coffee 2 I". Brian ville visa vad han var värd, så han startade sitt eget band. På så sätt träffade han trummisen Tony Meehan (senare medlem i The Shadows) och basgitarrspelaren Tex Makins och startade bandet The Play-Boys. "Brian Holden" ansågs inte som ett bra scennamn och medan man tittade på ett paket med Pall Mall cigaretter, där det var skrivet "In hoc signo vinces", bestämde Joe och Brian sig för att det nya scennamnet till Brian skulle vara "Vince Taylor" (Brian tyckte mycket om skådespelaren Robert Taylor). Bandet The Play-Boys föddes. Det spelade oftast under namnet "Vince Taylor and His Playboys". Efter några förändringar bestod The Play-Boys av: Bobbie Clarke (trummor), John Vance (basgitarr), Alain Le Claire (piano) och Tony Harvey (gitarr), som växlade fram och tillbaks med Bob Steel. Bandet gick då under namnet "Vince Taylor and The New Playboys.
Taylors första singlar "I Like Love" och "Right Behind You Baby" lanserades av Parlophone 1958. Senare utkom "Pledgin' My Love" med B-sidan "Brand New Cadillac", som blev inspelad i cover-versioner och framförd live av andra band. Det brittiska bandet Downliners Sect framförde låten på 1960-talet. The Renegades ändrade sången något och kortade in titeln till "Cadillac" och sången blev populär i Finland. Hep Stars gjorde en populær cover på The Renegades version av låten och ett annat svensk band, Shamrocks, gjorde en liknande cover samtidig som blev populär i Frankrike, Tyskland och Japan. Andra versioner är bland annat Eddie Meduzas kallad "E. Hitler inleder" och The Clash-covern på albumet London Calling.
Vince's instabila karaktär orsakade bråk med backing-bandet som började leta efter andra artister att spela med. Därefter gick sakerna nedåt för Vince, ett tag gömde han sig i Schweiz och han försökte många comebacks under åren. Taylor arbetade som flygmekaniker i Schweiz sent i livet. Han sa att det var den lyckligaste tiden i sitt liv. Taylor dog av lungcancer i augusti 1991, vid 52 års ålder.